# 威廉·彼得·布拉蒂
威廉·彼得·布拉蒂（英語：William Peter Blatty，1928年1月7日—2017年1月12日）是美國作家、導演和製片人。他以1971年的小說《驱魔人》和1974年改編的同名電影劇本而聞名。布拉蒂憑藉《大法師》獲得奧斯卡最佳改編劇本獎，並作為其製片人獲得最佳影片提名。布拉蒂還以製片人的身份凭這部電影获得了金球獎最佳戲劇類影片奖。
布拉蒂在紐約市出生和長大，1950年獲得喬治城大學英語學士學位，並獲得喬治·華盛頓大學英語文學碩士學位。1954年完成碩士學位後，他加入了美国空军並在心理戰師服役，並獲得中尉軍銜。在空軍服役後，他在貝魯特为美国新闻署工作。
《大法師》大獲成功後，布拉蒂重寫了他1966年的小說《一閃一閃“殺手”凱恩！》（Twinkle, Twinkle, "Killer" Kane!），1978年改名《精神病患》（The Ninth Configuration）出版。他繼續將這部小說改編成同名電影《第九形態》（1980），這也是他的導演處女作。在第38屆金球獎上，該片獲得最佳編劇獎，並獲得最佳影片提名。
布拉蒂拒絕參與《大法師》的第一部續集，該續集最終遭到批評。然而，他编剧并導演了第二部續集《大法師3》（1990），這部續集改編自他1983年的小說《群魔》。《大法師3》是他導演的第二部，也是最后一部导演和编剧的電影，此后退出电影界，继续在小说界活动，出版了多部小说。

## 書目
曾被翻譯為简体中文的布拉蒂所著小说有：
- 驱魔人（英语：The Exorcist (novel)）（1971）
- 精神病患（1978）
- 群魔（英语：Legion (Blatty novel)）（1983）
- 魔鬼迪米特尔（英语：Dimiter）（2010）

## 片目
| 片名                       | 年份 | 身份 | 身份 | 身份 | 備注                                 | 參考              |
| 片名                       | 年份 | 导演 | 编剧 | 制片 | 備注                                 | 參考              |
| -------------------------- | ---- | ---- | ---- | ---- | ------------------------------------ | ----------------- |
| 妙人笑史                   | 1963 | 否   | 是   | 否   |                                      | [ 2 ] [ 3 ]       |
| 頑皮豹之烏龍謀殺案         | 1964 | 否   | 是   | 否   |                                      | [ 2 ] [ 4 ] [ 5 ] |
| 痴凤颠凰                   | 1965 | 否   | 是   | 否   |                                      | [ 6 ]             |
| 有求必应                   | 1965 | 否   | 是   | 否   |                                      | [ 4 ] [ 7 ]       |
| 你在戰爭中做了什麼，爸爸？ | 1966 | 否   | 是   | 否   |                                      | [ 8 ]             |
| 江湖恩仇                   | 1967 | 否   | 是   | 否   |                                      | [ 9 ]             |
| 银行大劫案                 | 1969 | 否   | 是   | 否   |                                      | [ 10 ]            |
| 拂曉出擊                   | 1970 | 否   | 是   | 否   |                                      | [ 11 ]            |
| 大法師                     | 1973 | 否   | 是   | 是   |                                      | [ 12 ]            |
| 谋划者                     | 1976 | 否   | 是   | 否   | 署名为特伦斯·克莱因（Terence Clyne） | [ 13 ]            |
| 第九形態                   | 1980 | 是   | 是   | 是   |                                      | [ 14 ]            |
| 大法師3                    | 1990 | 是   | 是   | 否   |                                      | [ 15 ]            |